# Siegfried Freytag
Siegfried Freytag (Danzica, 10 novembre 1919 – Puyloubier, 1º giugno 2003) è stato un aviatore tedesco naturalizzato francese, asso dell’aviazione tedesca durante la seconda guerra mondiale con 102 vittorie e volontario nella Legione straniera francese.

## Biografia
Siegfried Freytag nacque il 10 novembre 1919 a Danzica-Langfuhr nei pressi dell'aeroporto. Si arruolò nel 1938 come ufficiale pilota dell'aviazione tedesca (Luftwaffe).

### Seconda guerra mondiale
Ebbe il battesimo del fuoco durante l'invasione della Polonia. Prestò servizio nel II gruppo caccia Jagdgeschwader 77 (abbreviato in JG 77) dal 1940, con il quale combatté in Norvegia, nei Balcani, e dopo una prima ferita e una rocambolesca evasione, sul fronte orientale.
Ottenne la sua prima vittoria il 31 ottobre 1940 quando abbatté un Lockheed Hudson. Partecipò all'invasione della Grecia e di Creta. Ottenne la sua seconda vittoria aerea nel mese di luglio 1941 durante le operazioni sul fronte orientale. Un anno più tardi il sottotenente Freytag aveva al suo attivo 57 vittorie, 360 missioni di guerra, oltre a dodici aerei distrutti al suolo. Registrò la sua decima vittoria il 12 agosto 1941, la ventesima vittoria il 30 ottobre, la trentesima il 26 marzo 1942 e la quarantesima l'8 maggio 1942, presto seguita dalla cinquantesima il 3 giugno di quello stesso anno. Il 27 giugno 1942 fu nominato capitano del 1º gruppo caccia JG 77 e trasferito con l'unità sul teatro del Mediterraneo.
Dopo essere stato decorato della Croce di Cavaliere della Croce di Ferro (Ritterkreuz) il 3 luglio 1942, fu operativo sul cielo di Malta a partire da luglio fino ad ottobre, ottenendo 21 vittorie aeree, che elevarono così il totale dei suoi abbattimenti a 78. Siegfried Freytag è stato il pilota di caccia tedesco con il più alto punteggio di abbattimenti nella campagna di Malta e per questo fu soprannominato il "leone di Malta". Il 27 luglio fu a sua volta abbattuto da uno Spitfire della RAF. Salvato in mare al largo di La Valletta da un Dornier 24 tedesco, sfuggì di poco alla cattura da parte degli inglesi, che si stavano avvicinando con un battello.
Operativo in Nord Africa e in Tunisia, Freytag aggiunse ulteriori 16 vittorie. Il 13 marzo 1943 fu nominato comandante del II gruppo caccia del JG 77. Impiegato in Sicilia, il 12 luglio fu abbattuto con il suo Messerschmitt Bf 109 G-6 nei pressi di Gela da uno statunitense Lockheed P-38 Lightning bimotore e rimase ferito. Dopo la sua guarigione, Freytag comandò il II gruppo caccia JG 77 in Germania. Siegfried Freytag registrò un totale di 102 vittorie, l'ultima il 1º gennaio 1945. 
Il 29 maggio 1944 alcuni velivoli si trasferiscono dall'Aeroporto di Poggio Renatico a Lavariano di Mortegliano per intercettare il ritorno dei B-24 dalla Germania. Sui cieli di Zagabria a mezzogiorno i caccia tedeschi abbattono 12 B-24 americani della 15th Air Force. Un caccia tedesco viene abbattuto. Alle 14.00 il gruppo parte per ritornare a Poggio Renatico. Freytag abbatte un aereo. 
Il 13 giugno decolla da Poggio Renatico per intercettare a sud ovest di Udine un gruppo di B-24. Tre B-24 abbattuti, di cui uno colpito da Freytag. 
Nominato comandante del gruppo caccia JG 77 il 7 marzo 1945, dopo la morte in azione di Erich Leie (118 vittorie), guidò l'unità fino al 1º aprile. Il 4 aprile 1945 fu trasferito al comando della squadriglia caccia JG 51, poi alla JG 7, che impiegava i Messerschmitt Me 262 a reazione.

### Il dopoguerra
Terminata la guerra, l'asso Freytag scoprì di essere l'unico sopravvissuto della sua famiglia e della cerchia dei suoi amici. Nel 1952 si arruolò nella Legione straniera francese come semplice soldato di fanteria. Prestò servizio combattendo per dodici anni nella guerra d'Indocina nei ranghi della 13ª DBLE, in Algeria e poi fu di guarnigione nel Gibuti. Promosso sergente maggiore nel 1962, rinunciò al grado e fu retrocesso caporal maggiore nel 1965. Terminò l'arruolamento al 1º Reggimento straniero nel 1971 per ritirarsi nella casa di riposo del Corpo a Puyloubier, dove morì il 1º giugno 2003.

## Onorificenze
- Ehrenpokal (18 maggio 1942)
- Deutsches Kreuz in Gold (25 gennaio 1943)
- Croce di Cavaliere della Croce di Ferro (Ritterkreuz) (3 luglio 1942)